# Lista câștigătorilor Wimbledon (dublu mixt)
Campionii și finaliștii turneului de dublu mixt al Campionatului de la Wimbledon, au fost introduse pentru prima dată în campionat în 1913. Din 1915 până în 1918 și din 1940 până în 1945, nu a avut loc nici o competiție din cauza celor două războaie mondiale.

## Finaliști

### Era amatorilor

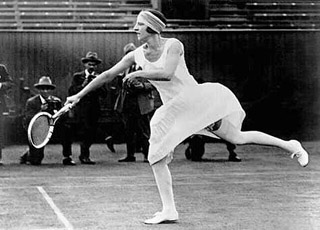
Suzanne Lenglen a câștigat concursul de dublu mixt de trei ori.

| An   | Campioni                                           | Finaliști                                          | Scor                                               |
| ---- | -------------------------------------------------- | -------------------------------------------------- | -------------------------------------------------- |
| 1913 | Hope Crisp Agnes Tuckey                            | James Cecil Parke Ethel Larcombe                   | 3–6, 5–3 retired                                   |
| 1914 | James Cecil Parke Ethel Larcombe                   | Anthony Wilding Marguerite Broquedis               | 4–6, 6–4, 6–2                                      |
| 1915 | Anulat din cauza Primului Război Mondial           | Anulat din cauza Primului Război Mondial           | Anulat din cauza Primului Război Mondial           |
| 1916 | Anulat din cauza Primului Război Mondial           | Anulat din cauza Primului Război Mondial           | Anulat din cauza Primului Război Mondial           |
| 1917 | Anulat din cauza Primului Război Mondial           | Anulat din cauza Primului Război Mondial           | Anulat din cauza Primului Război Mondial           |
| 1918 | Anulat din cauza Primului Război Mondial           | Anulat din cauza Primului Război Mondial           | Anulat din cauza Primului Război Mondial           |
| 1919 | Randolph Lycett Elizabeth Ryan                     | Albert Prebble Dorothea Lambert Chambers           | 6–0, 6–0                                           |
| 1920 | Gerald Patterson Suzanne Lenglen                   | Randolph Lycett Elizabeth Ryan                     | 7–5, 6–3                                           |
| 1921 | Randolph Lycett Elizabeth Ryan                     | Max Woosnam Phyllis Howkins                        | 6–3, 6–1                                           |
| 1922 | Pat O'Hara Wood Suzanne Lenglen                    | Randolph Lycett Elizabeth Ryan                     | 6–4, 6–3                                           |
| 1923 | Randolph Lycett Elizabeth Ryan                     | Lewis Deane Dorothy Shepherd-Barron                | 6–4, 7–5                                           |
| 1924 | Brian Gilbert Kitty McKane                         | Leslie Godfree Dorothy Shepherd-Barron             | 6–3, 3–6, 6–3                                      |
| 1925 | Jean Borotra Suzanne Lenglen                       | Uberto de Morpurgo Elizabeth Ryan                  | 6–3, 6–3                                           |
| 1926 | Leslie Godfree Kitty Godfree                       | Howard Kinsey Mary Browne                          | 6–3, 6–4                                           |
| 1927 | Francis Hunter Elizabeth Ryan                      | Leslie Godfree Kitty Godfree                       | 8–6, 6–0                                           |
| 1928 | Pat Spence Elizabeth Ryan                          | Jack Crawford Daphne Akhurst                       | 7–5, 6–4                                           |
| 1929 | Francis Hunter Helen Moody                         | Ian Collins Joan Fry                               | 6–1, 6–4                                           |
| 1930 | Jack Crawford Elizabeth Ryan                       | Daniel Prenn Hilde Krahwinkel Sperling             | 6–1, 6–3                                           |
| 1931 | George Lott Anna Harper                            | Ian Collins Joan Ridley                            | 6–3, 1–6, 6–1                                      |
| 1932 | Enrique Maier Elizabeth Ryan                       | Harry Hopman Josane Sigart                         | 7–5, 6–2                                           |
| 1933 | Gottfried von Cramm Hilde Krahwinkel               | Norman Farquharson Mary Heeley                     | 7–5, 8–6                                           |
| 1934 | Ryuki Miki Dorothy Round                           | Bunny Austin Dorothy Shepherd-Barron               | 3–6, 6–4, 6–0                                      |
| 1935 | Fred Perry Dorothy Round                           | Harry Hopman Nell Hopman                           | 7–5, 4–6, 6–2                                      |
| 1936 | Fred Perry Dorothy Round                           | Don Budge Sarah Fabyan                             | 7–9, 7–5, 6–4                                      |
| 1937 | Don Budge Alice Marble                             | Yvon Petra Simonne Mathieu                         | 6–4, 6–1                                           |
| 1938 | Don Budge Alice Marble                             | Henner Henkel Sarah Palfrey Cooke                  | 6–1, 6–4                                           |
| 1939 | Bobby Riggs Alice Marble                           | Frank Wilde Nina Brown                             | 9–7, 6–1                                           |
| 1940 | Anulat din cauza celui de-Al Doilea Război Mondial | Anulat din cauza celui de-Al Doilea Război Mondial | Anulat din cauza celui de-Al Doilea Război Mondial |
| 1941 | Anulat din cauza celui de-Al Doilea Război Mondial | Anulat din cauza celui de-Al Doilea Război Mondial | Anulat din cauza celui de-Al Doilea Război Mondial |
| 1942 | Anulat din cauza celui de-Al Doilea Război Mondial | Anulat din cauza celui de-Al Doilea Război Mondial | Anulat din cauza celui de-Al Doilea Război Mondial |
| 1943 | Anulat din cauza celui de-Al Doilea Război Mondial | Anulat din cauza celui de-Al Doilea Război Mondial | Anulat din cauza celui de-Al Doilea Război Mondial |
| 1944 | Anulat din cauza celui de-Al Doilea Război Mondial | Anulat din cauza celui de-Al Doilea Război Mondial | Anulat din cauza celui de-Al Doilea Război Mondial |
| 1945 | Anulat din cauza celui de-Al Doilea Război Mondial | Anulat din cauza celui de-Al Doilea Război Mondial | Anulat din cauza celui de-Al Doilea Război Mondial |
| 1946 | Tom Brown Louise Brough                            | Geoff Brown Dorothy Bundy                          | 6–4, 6–4                                           |
| 1947 | John Bromwich Louise Brough                        | Colin Long Nancye Bolton                           | 1–6, 6–4, 6–2                                      |
| 1948 | John Bromwich Louise Brough                        | Frank Sedgman Doris Hart                           | 6–2, 3–6, 6–3                                      |
| 1949 | Eric Sturgess Sheila Summers                       | John Bromwich Louise Brough                        | 9–7, 9–11, 7–5                                     |
| 1950 | Eric Sturgess Louise Brough                        | Geoff Brown Patricia Todd                          | 11–9, 1–6, 6–4                                     |
| 1951 | Frank Sedgman Doris Hart                           | Mervyn Rose Nancye Bolton                          | 7–5, 6–2                                           |
| 1952 | Frank Sedgman Doris Hart                           | Enrique Morea Thelma Long                          | 4–6, 6–3, 6–4                                      |
| 1953 | Vic Seixas Doris Hart                              | Enrique Morea Shirley Fry                          | 9–7, 7–5                                           |
| 1954 | Vic Seixas Doris Hart                              | Ken Rosewall Margaret duPont                       | 5–7, 6–4, 6–3                                      |
| 1955 | Vic Seixas Doris Hart                              | Enrique Morea Louise Brough                        | 8–6, 2–6, 6–3                                      |
| 1956 | Vic Seixas Shirley Fry                             | Gardnar Mulloy Althea Gibson                       | 2–6, 6–2, 7–5                                      |
| 1957 | Mervyn Rose Darlene Hard                           | Neale Fraser Althea Gibson                         | 6–4, 7–5                                           |
| 1958 | Bob Howe Lorraine Coghlan                          | Kurt Nielsen Althea Gibson                         | 6–3, 13–11                                         |
| 1959 | Rod Laver Darlene Hard                             | Neale Fraser Maria Bueno                           | 6–4, 6–3                                           |
| 1960 | Rod Laver Darlene Hard                             | Bob Howe Maria Bueno                               | 13–11, 3–6, 8–6                                    |
| 1961 | Fred Stolle Lesley Turner Bowrey                   | Bob Howe Edda Buding                               | 11–9, 6–2                                          |
| 1962 | Neale Fraser Margaret duPont                       | Dennis Ralston Ann Haydon                          | 2–6, 6–3, 13–11                                    |
| 1963 | Ken Fletcher Margaret Court                        | Bob Hewitt Darlene Hard                            | 11–9, 6–4                                          |
| 1964 | Fred Stolle Lesley Turner                          | Ken Fletcher Margaret Court                        | 6–4, 6–4                                           |
| 1965 | Ken Fletcher Margaret Court                        | Tony Roche Judy Tegart                             | 12–10, 6–3                                         |
| 1966 | Ken Fletcher Margaret Court                        | Dennis Ralston Billie Jean King                    | 4–6, 6–3, 6–3                                      |
| 1967 | Owen Davidson Billie Jean King                     | Ken Fletcher Maria Bueno                           | 7–5, 6–2                                           |

### Era Open
| An   | Campioni                               | Finaliști                                 | Scor                                   |
| ---- | -------------------------------------- | ----------------------------------------- | -------------------------------------- |
| 1968 | Ken Fletcher Margaret Court            | Alex Metreveli Olga Morozova              | 6–1, 14–12                             |
| 1969 | Fred Stolle Ann Jones                  | Tony Roche Judy Tegart                    | 6–2, 6–3                               |
| 1970 | Ilie Năstase Rosemary Casals           | Alex Metreveli Olga Morozova              | 6–3, 4–6, 9–7                          |
| 1971 | Owen Davidson Billie Jean King         | Marty Riessen Margaret Court              | 3–6, 6–2, 15–13                        |
| 1972 | Ilie Năstase Rosemary Casals           | Kim Warwick Evonne Goolagong Cawley       | 6–4, 6–4                               |
| 1973 | Owen Davidson Billie Jean King         | Raúl Ramírez Janet Newberry               | 6–3, 6–2                               |
| 1974 | Owen Davidson Billie Jean King         | Mark Farrell Lesley Charles               | 6–3, 9–7                               |
| 1975 | Marty Riessen Margaret Court           | Allan Stone Betty Stöve                   | 6–4, 7–5                               |
| 1976 | Tony Roche Françoise Dürr              | Dick Stockton Rosemary Casals             | 6–3, 2–6, 7–5                          |
| 1977 | Bob Hewitt Greer Stevens               | Frew McMillan Betty Stöve                 | 3–6, 7–5, 6–4                          |
| 1978 | Frew McMillan Betty Stöve              | Ray Ruffels Billie Jean King              | 6–2, 6–2                               |
| 1979 | Bob Hewitt Greer Stevens               | Frew McMillan Betty Stöve                 | 7–5, 7–6(9–7)                          |
| 1980 | John Austin Tracy Austin               | Mark Edmondson Dianne Fromholtz           | 4–6, 7–6(8–6), 6–3                     |
| 1981 | Frew McMillan Betty Stöve              | John Austin Tracy Austin                  | 4–6, 7–6(7–2), 6–3                     |
| 1982 | Kevin Curren Anne Smith                | John Lloyd Wendy Turnbull                 | 2–6, 6–3, 7–5                          |
| 1983 | John Lloyd Wendy Turnbull              | Steve Denton Billie Jean King             | 6–7(5–7), 7–6(7–5), 7–5                |
| 1984 | John Lloyd Wendy Turnbull              | Steve Denton Kathy Jordan                 | 6–3, 6–3                               |
| 1985 | Paul McNamee Martina Navratilova       | John Fitzgerald Elizabeth Smylie          | 7–5, 4–6, 6–2                          |
| 1986 | Ken Flach Kathy Jordan                 | Heinz Günthardt Martina Navratilova       | 6–3, 7–6(9–7)                          |
| 1987 | Jeremy Bates Jo Durie                  | Darren Cahill Nicole Provis               | 7–6(12–10), 6–3                        |
| 1988 | Sherwood Stewart Zina Garrison         | Kelly Jones Gretchen Magers               | 6–1, 7–6(7–3)                          |
| 1989 | Jim Pugh Jana Novotná                  | Mark Kratzmann Jenny Byrne                | 6–4, 5–7, 6–4                          |
| 1990 | Rick Leach Zina Garrison               | John Fitzgerald Elizabeth Smylie          | 7–5, 6–2                               |
| 1991 | John Fitzgerald Elizabeth Smylie       | Jim Pugh Natasha Zvereva                  | 7–6(7–4), 6–2                          |
| 1992 | Cyril Suk Larisa Savchenko Neiland     | Jacco Eltingh Miriam Oremans              | 7–6(7–2), 6–2                          |
| 1993 | Mark Woodforde Martina Navratilova     | Tom Nijssen Manon Bollegraf               | 6–3, 6–4                               |
| 1994 | Todd Woodbridge Helena Suková          | T. J. Middleton Lori McNeil               | 3–6, 7–5, 6–3                          |
| 1995 | Jonathan Stark Martina Navratilova     | Cyril Suk Gigi Fernández                  | 6–4, 6–4                               |
| 1996 | Cyril Suk Helena Suková                | Mark Woodforde Larisa Savchenko Neiland   | 1–6, 6–3, 6–2                          |
| 1997 | Cyril Suk Helena Suková                | Andrei Olhovskiy Larisa Savchenko Neiland | 4–6, 6–3, 6–4                          |
| 1998 | Max Mirnyi Serena Williams             | Mahesh Bhupathi Mirjana Lučić             | 6–4, 6–4                               |
| 1999 | Leander Paes Lisa Raymond              | Jonas Björkman Anna Kournikova            | 6–4, 3–6, 6–3                          |
| 2000 | Donald Johnson Kimberly Po             | Lleyton Hewitt Kim Clijsters              | 6–4, 7–6(7–3)                          |
| 2001 | Leoš Friedl Daniela Hantuchová         | Mike Bryan Liezel Huber                   | 4–6, 6–3, 6–2                          |
| 2002 | Mahesh Bhupathi Elena Likhovtseva      | Kevin Ullyett Daniela Hantuchová          | 6–2, 1–6, 6–1                          |
| 2003 | Leander Paes Martina Navratilova       | Andy Ram Anastasia Rodionova              | 6–3, 6–3                               |
| 2004 | Wayne Black Cara Black                 | Todd Woodbridge Alicia Molik              | 3–6, 7–6(10–8), 6–4                    |
| 2005 | Mahesh Bhupathi Mary Pierce            | Paul Hanley Tatiana Perebiynis            | 6–4, 6–2                               |
| 2006 | Andy Ram Vera Zvonareva                | Bob Bryan Venus Williams                  | 6–3, 6–2                               |
| 2007 | Jamie Murray Jelena Janković           | Jonas Björkman Alicia Molik               | 6–4, 3–6, 6–1                          |
| 2008 | Bob Bryan Samantha Stosur              | Mike Bryan Katarina Srebotnik             | 7–5, 6–4                               |
| 2009 | Mark Knowles Anna-Lena Grönefeld       | Leander Paes Cara Black                   | 7–5, 6–3                               |
| 2010 | Leander Paes Cara Black                | Wesley Moodie Lisa Raymond                | 6–4, 7–6(7–5)                          |
| 2011 | Jürgen Melzer Iveta Benešová           | Mahesh Bhupathi Elena Vesnina             | 6–3, 6–2                               |
| 2012 | Mike Bryan Lisa Raymond                | Leander Paes Elena Vesnina                | 6–3, 5–7, 6–4                          |
| 2013 | Daniel Nestor Kristina Mladenovic      | Bruno Soares Lisa Raymond                 | 5–7, 6–2, 8–6                          |
| 2014 | Nenad Zimonjić Samantha Stosur         | Max Mirnyi Chan Hao-ching                 | 6–4, 6–2                               |
| 2015 | Leander Paes Martina Hingis            | Alexander Peya Tímea Babos                | 6–1, 6–1                               |
| 2016 | Henri Kontinen Heather Watson          | Robert Farah Anna-Lena Grönefeld          | 7–6(7–5), 6–4                          |
| 2017 | Jamie Murray Martina Hingis            | Henri Kontinen Heather Watson             | 6–4, 6–4                               |
| 2018 | Alexander Peya Nicole Melichar         | Jamie Murray Victoria Azarenka            | 7–6(7–1), 6–3                          |
| 2019 | Ivan Dodig Latisha Chan                | Robert Lindstedt Jeļena Ostapenko         | 6–2, 6–3                               |
| 2020 | Anulat din cauza pandemiei de COVID-19 | Anulat din cauza pandemiei de COVID-19    | Anulat din cauza pandemiei de COVID-19 |
| 2021 | Neal Skupski Desirae Krawczyk          | Harriet Dart Joe Salisbury                | 7–6, 6–2                               |
| 2022 | Neal Skupski Desirae Krawczyk          | Matthew Ebden Samantha Stosur             | 6–4, 6–3                               |
| 2023 | Mate Pavić Liudmila Kicenok            | Joran Vliegen Xu Yifan                    | 6–4, 6–7(9–11), 6–3                    |
| 2024 | Jan Zieliński Hsieh Su-wei             | Santiago González Giuliana Olmos          | 6–4, 6–2                               |
| 2025 | Sem Verbeek Kateřina Siniaková         | Joe Salisbury Luisa Stefani               | 7–6(7–3), 7–6(7–3)                     |